# Altri tempi (miniserie televisiva)
Altri tempi è una miniserie televisiva italiana in due puntate, trasmessa il 13 e 14 ottobre 2013 su Rai 1, e ispirata alla battaglia della senatrice Lina Merlin per la chiusura delle case di tolleranza e l'introduzione del reato di sfruttamento della prostituzione, conclusasi nel 1958 con l'approvazione della Legge Merlin.

## Trama
La storia racconta il fenomeno della violenza e del mancato rispetto sulle donne e la lotta della senatrice Merlin per l'abolizione delle case di malaffare, usando un contesto storico preciso. Protagonista è la prostituta Maddalena, che racconta la propria storia alla senatrice in una lettera: nel 1938 Maddalena a 17 anni perde la famiglia in un incendio e trova lavoro come segretaria dell'avvocato Vaccari, che però si approfitta di lei; Maddalena allora fugge, trova un altro lavoro come domestica, e si scopre incinta di una figlia, che appena nata sarà chiamata Anna. La nuova datrice di lavoro di Maddalena, Gemma, comincia a guardare male la ragazza, sia per l'essere questa una madre non sposata (elemento che all'epoca era sempre pericoloso per la reputazione della donna, anche se la gravidanza o la deflorazione erano frutto di uno stupro e non di un rapporto consenziente) sia per gelosia (Gemma non ha mai potuto avere figli, ed è stata lasciata proprio per la sua sterilità) ed intanto l'avvocato declina la propria responsabilità verso la figlia. Maddalena perciò una sera tenta la fuga e lascia la figlia in convento, è soccorsa da delle prostitute di strada, ma in quella giunge un'auto della polizia: le donne sono arrestate, Maddalena scambiata per una di loro. Viene poi salvata da una cliente di Gemma che le offre un lavoro in un bordello.
Maddalena rimane nella casa chiusa "Raffaello", con il nome di Ninfa: vede crollare la sua reputazione e le speranze di accedere a una vita dignitosa, e contrae peraltro la sifilide dai rapporti sessuali non protetti con i clienti, ma sopravvive suo malgrado (la donna sperava di morire, perché la sua sofferenza cessasse; un'altra prostituta è stroncata dalla malattia). Una volta in cui va a trovare la figlia, non ottiene più di poter occuparsi di essa, essendo diventata una prostituta e quindi una donna che tutti condannano, e quindi è costretta dalle suore a dire addio ad Anna, che verrà data in adozione. Maddalena decide che se non può liberarsi della nomea di prostituta, si affermerà in questo campo, fino a diventare la maitresse del "Raffaello". Nel bordello vengono raccolte numerose donne, che si vedono costrette a prostituirsi per una ragione o un'altra, e sperano, anche illudendosi, di poter rivedere le proprie famiglie; si unisce a loro anche una ragazzina figlia di poveri contadini, Edda, che si infiltra spacciandosi per la nipote di Maddalena, per sfuggire alla povertà. Anna invece sarà adottata da un'altra famiglia, che le imporrà il nome di Adele.

## Produzione
La produzione della miniserie è ad opera di Rai Fiction.